# Danilo Cócaro
Erardo Danilo Cócaro Díaz (Montevideo, 22 agosto 1991) è un calciatore uruguaiano, attaccante del Deutscher.
È citato anche come Danilo Cóccaro.

## Carriera
Ha giocato nella prima divisione dei campionati uruguaiano, bielorusso ed ecuadoriano.